# Stenungsön
Stenungsön är en ort och den näst största ön i Stenungsunds kommun. Bebyggelsen avgränsades av SCB till en småort mellan 1900 och 2000 och till en tätort mellan 2000 och 2020 samt från 2023. Vid avgränsningen 2020 klassades den som en del av tätorten Stenungsund.
Stenungsön är skild från centralorten Stenungsund av ett smalt sund. Avståndet till centrala Göteborg är cirka 47 kilometer. Över Stenungsön löper Tjörnbroleden, och ön är förbunden med fastlandet genom Stenungsöbron och med Källön genom Källösundsbron.

## Historia
Stenungsön är en av de platser längs Bohuskusten som utvecklades till badort under 1800-talet. Från att fram till 1840-talet ha varit en ö där de få bofasta bedrivit jordbruk, inrymde ön på 1920-talet ett 50-tal hus, som beboddes i huvudsak av sommargäster, samt badhus, societetssalong och badrestaurant. 

### Stenungsöns äldre historia
Stenungsöns namn kommer av läget intill Stenunge by i nuvarande Stenungsund. Ön omnämns 1388 som ”Staeinung öy” i biskop Eysteins jordebok. Ön ägdes vid det svenska maktövertagandet 1658 av lagman Hans Frandsen. År 1673 gavs den tillsammans med Stenunge by och Stora Askerön till fältmarskalk och generalguvernör över Bohuslän Rutger von Ascheberg. von Ascheberg förlorade godset till kronan redan efter åtta år i samband med reduktionen 1681, och därefter växlade ägandet. Huvudnäringen på ön var jordbruk men under 1700-talet fanns även sillberedning och trankokeri i samband med den stora sillperioden i Bohuslän.

### Badortsepoken

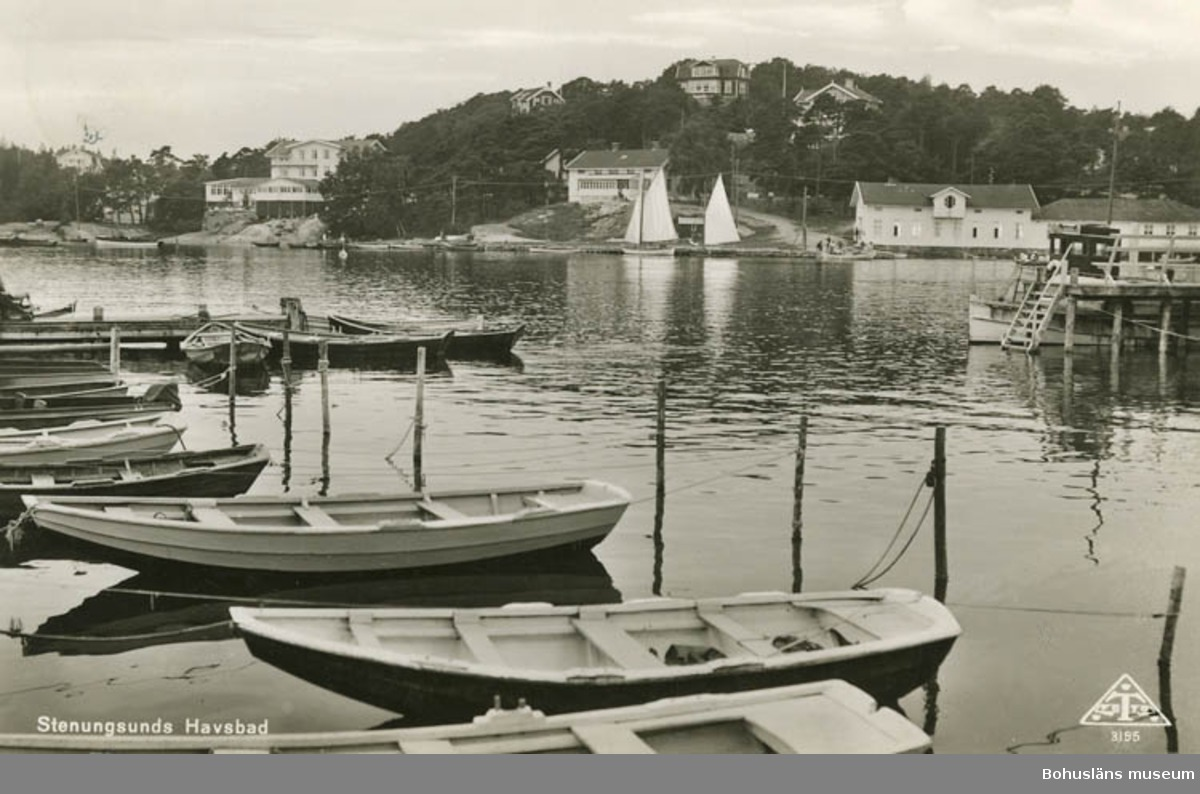
Del av Stenungsön sedd från Stenungsund. Till vänster i bild ses badhotellet med restaurangen, till höger i bild varmbadhuset med societetssalongen. Fotot taget 1942.

Under första halvan av 1800-talet tog dåvarande ägarna till Stenungsön, systrarna Betty och Malvina Kihlman, intryck av dåtidens läror om stärkande bad och havsluft, och troligen även av omgivande orters framgångar som badorter. Redan i slutet av 1700-talet hade Gustafsberg utanför Uddevalla etablerat sig som havsbadort, Marstrand etablerade sig under 1820- och 1830-talen. Stenungsön betecknas som havsbadanstalt från 1845. År 1846 uppförs ett varmbadhus med tre kar och några år senare kallbadhus. I mitten av 1860-talet byggdes ett nytt varmbadhus, i vars norra del societetssalongen låg, och i slutet av 1860-talet byggdes badhotellet som blev navet för badortslivet. Under 1870-talet byggdes även ett kallbadhus.  Ett stort antal hus uppfördes eller iordningställdes under 1800-talets andra hälft för uthyrning till sommargäster. Under slutet av 1800-talet var Stenungsön en komplett badort med uthyrningsverksamhet, societetssalong, kägelbana och varma och kalla bad. Målgruppen var den välbärgade Göteborgssocieteten. Intresset ökade även av att kung Oscar II besökte Stenungsön 1902. Kommunikationerna sköttes med roddbåt till Stenungsund där ångbåten från Göteborg lade till. Från 1907 fick Stenungsund tågförbindelse med Göteborg och Uddevalla i och med öppnandet av Bohusbanan. Vid förra sekelskiftet bodde det cirka 200-300 sommargäster på ön.
Från 1907 börjar även sommargästerna att bygga egna hus i större omfattning. Dessa skilde sig från de övriga husen på ön genom att de var stora, arkitektritade hus som ofta låg på större, skogbevuxna tomter som skapade avstånd till grannarna. Husen byggdes ofta av förmögna Göteborgsfamiljer som krävde samma komfort och nivå som stadsvåningarna. De flesta villor tillkom mellan 1907 och 1920, i en tid då jugend och nationalromantiska strömningar dominerade. Under den här tiden börjar även många av de hus som tidigare hyrts ut av öns ägare att säljas till sommargäster.
Från 1930-talet avlöstes byggandet av stora sommarvillor av ett antal mycket mindre sommarstugor på en del av ön som tidigare varit jordbruksmark.
Kring tiden för andra världskriget upphörde den genuina badortsepoken. Ön fortsatte dock att vara en utpräglad semesterort med bland annat pensionatsverksamhet till in på 1960-talet, då ön fick fast landförbindelse och därmed blev mer attraktiv för åretruntboende.

### Landförbindelse och byggförbud
1960 invigdes Tjörnbroleden på länsväg 160, som gav Stenungsön en fast landförbindelse. I praktiken rådde det dock byggförbud på Stenungsön från 1970-talet, som hävdes först under mitten av 1990-talet.

### Befolkningsutveckling
| Befolkningsutvecklingen i Stenungsön 1990–2010 | Befolkningsutvecklingen i Stenungsön 1990–2010 | Befolkningsutvecklingen i Stenungsön 1990–2010 | Befolkningsutvecklingen i Stenungsön 1990–2010 | Befolkningsutvecklingen i Stenungsön 1990–2010 |
| ---------------------------------------------- | ---------------------------------------------- | ---------------------------------------------- | ---------------------------------------------- | ---------------------------------------------- |
|                                                |                                                |                                                |                                                |                                                |
| År                                             |                                                |                                                | Folkmängd                                      | Areal (ha)                                     |
| 1990                                           | 1990                                           |                                                | 145                                            | 40#                                            |
| 1995                                           | 1995                                           |                                                | 154                                            | 43#                                            |
| 2000                                           | 2000                                           |                                                | 226                                            | 47                                             |
| 2005                                           | 2005                                           |                                                | 238                                            | 54                                             |
| 2010                                           | 2010                                           |                                                | 264                                            | 55                                             |
| 2015                                           | 2015                                           |                                                | 243                                            | 69                                             |
| Anm.: Ny tätort 2000 # Som småort.             |                                                |                                                |                                                |                                                |

## Samhället
Den äldre bebyggelsen på Stenungsön är skyddad, och nya byggnader får inte uppföras på stora delar av ön, som därför bevarar utseendet från badortsepoken med stora bostadshus, stora tomter och privata bryggor. Stenungsön betraktas fortfarande som en exklusiv bostadsort. Bland annat såldes här 2007 en fastighet för det högsta pris som dittills uppnåtts i Västsverige.
På ön finns flera badplatser, tennisbana, Stenungsögården med restaurang och övernattningsmöjligheter samt Hotell Stenungsbaden. Det senare öppnade 1963  och här har bland annat hållits ett av Bilderberggruppens möten i samband med EU-toppmötet i Göteborg år 2001.

## Personer med anknytning till Stenungsön
Många av konstnärsgruppen Göteborgskoloristernas medlemmar tillbringade sina somrar på Stenungsön, bland andra Ivan Ivarson, Karin Parrow och Ragnar Sandberg. På Stenungsön vistades även andra av dåtidens konstnärer och skådespelare, som Einar Hylander , Märta Taube, Jussi Björling, Gerda Lundequist, Evert Taube och Viktor Rydberg.